# Chow chow
Il chow chow (鬆獅犬T, 松狮犬S, sōngshīquǎnP) è una razza di cane genealogicamente riconosciuta.

## Storia
Il chow chow è una delle razze più antiche ed è per questo difficile risalire correttamente all'origine. Divenne popolare in Cina circa 2000 anni fa e i primi esemplari furono introdotti in Inghilterra nel 1780 da mercanti cinesi. Nella patria di origine era molto apprezzato dagli imperatori per le sue notevoli doti di fiuto e di grande forza. Per queste caratteristiche fu utilizzato come cane da guardia (di case e di barche), da caccia (di lupi e grossa selvaggina), da tiro al carretto.
Il nome cinese 松狮犬 sōngshīquǎn, significa "cane leone ammansito". È difficile risalire all'etimologia del nome con cui è noto in Occidente, "chow chow", ma probabilmente deriva dal termine "chaou" o "tchaou", che designava i commercianti cinesi che si recavano in Europa per vendere la loro merce chiamata proprio "chow chow". La pelliccia e la carne sono molto ricercate dai cinesi i quali spesso lo allevano a scopo culinario, un'usanza che coinvolge anche altri cani, di razza e non.
Alla fine del 1800 era possibile trovare alcuni esemplari di chow chow nei giardini zoologici inglesi, descritti come cani semi selvatici. Questo era inoltre il cane preferito dello zoologo Konrad Lorenz e del padre della psicanalisi Sigmund Freud nonché dal presidente statunitense Calvin Coolidge.

## Caratteristiche fisiche
Il Chow chow è un cane solido, paffuto, compatto, di aspetto leonino, superbo e pieno di dignità. Proporzioni importanti: la distanza dal gomito al garrese è la stessa che c'è tra il gomito e il suolo. L'andatura è caratteristica e la lingua è nero bluastra. I colori sono rosso, cerbiatto, nero, blu, crema e bianco. Il pelo può essere lungo oppure corto, ma il primo è quello maggiormente noto. Altra peculiarità di questa razza è l'andatura "a pendolo".

## Comportamento
È un ottimo cane da guardia. Si tratta di un cane tranquillo, il cui temperamento può essere descritto come leale ma indipendente e riservato. È anche un eccellente compagno per la famiglia, seppur non una razza adatta ai bambini, e inoltre si adatta senza problemi alla vita in casa o in appartamento. Ha bisogno di movimento quotidiano ed esige una perenne cura e pulizia del pelo: risulta quindi necessario fare attenzione al suo corpo. Silenzioso e riservato, abbaia poco e quasi mai a sproposito. Non sempre è disposto a socializzare con gli altri cani, ma non per questo si mostra aggressivo o mordace.

## La leggenda sul colore della lingua

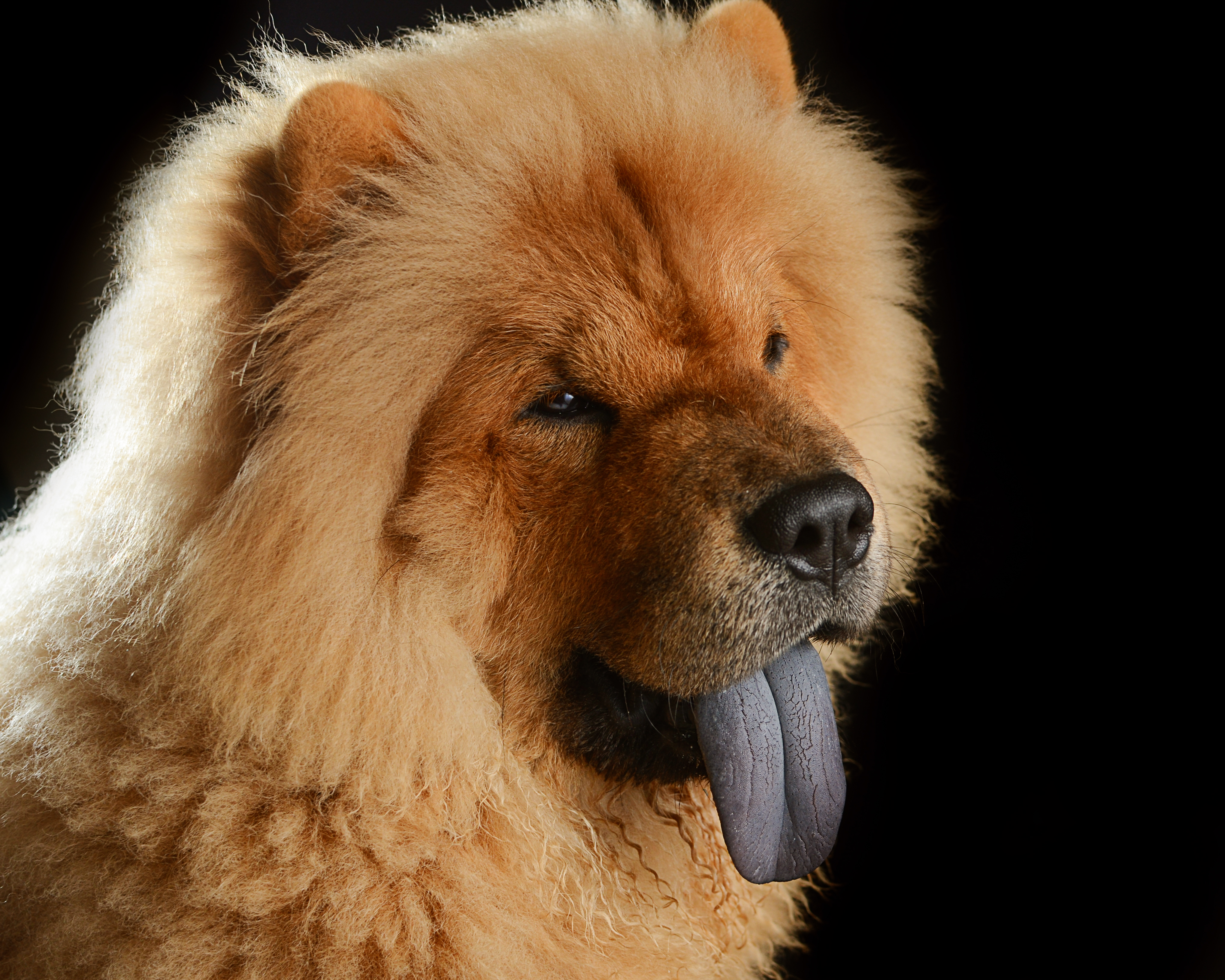
La caratteristica lingua del chow chow

Un'antica leggenda cinese fornisce una fantasiosa spiegazione della strana colorazione della lingua del chow chow. La leggenda racconta che un giorno un monaco si ammalò gravemente tanto da non potersi alzare dal letto per procurarsi la legna per accendere il fuoco: i suoi cani per aiutarlo, uscirono nel bosco per raccogliere dei ciocchi da ardere. Alcuni alberi della vicina foresta erano stati bruciati da un incendio e al suolo erano rimasti dei pezzi di legno carbonizzato. I cani li raccolsero e li portarono nella grotta tenendoli in bocca, così che le loro lingue da quel giorno mantennero il colore nero del legno bruciato.
Un'altra leggenda spiega il bizzarro colore scuro della loro lingua: quando il Buddha dipinse il cielo d'azzurro, un chow chow lo seguiva, e nel seguirlo raccoglieva con la lingua tutte le gocce di colore cadute.